# Еминска планина
Ѐминска планина е ниска планина, дял от Източна Стара планина, в област Бургас, между река Луда Камчия и Черно море.
Еминска планина се издига в най-източната част на Източна Стара планина с посока изток-запад, с дължина около 60 км и ширина 15 – 18 км. На запад долината на Голяма река (десен приток на Луда Камчия) я отделя от Карнобатска планина, а на изток и югоизток със стръмни склонове се спуска към Черно море, като завършва с нос Емине. На север долината на река Двойница я отделя от Камчийска планина, а след това чрез три ниски седловини: източно от село Булаир, при горско стопанство „Гермето“ и при село Каменяк се свързва със същата планина. На юг долината на Хаджийска река и ниска седловина (211 м н.в.) я отделя и същевременно свързва с Айтоска планина.
Планината е ниска с широко и плоско било, което постепенно се понижава на изток до 400 – 500 м. Най-високата точка връх Мандрабаир (620,7 м) се намира в най-западната ѝ част, южно от село Снягово. Други по-високи върхове са Гьозтепе (520 м, източно от Дюлинския проход) и Свети Илия (386 м, в най-източната част).
Планината е оформена върху Еминската антиклинала. Изградена е от горнокредни мергели, варовици и пясъчници (емински флиш). Северните ѝ слонове са полегати и разчленени от дълбоко всечени долини на десните притоци на река Двойница. Южният склон е разседен и се спуска стръмно към долината на Хаджийска река. От планината водят началото си реките: Балабандере (десен приток на Луда Камчия), Елешница (десен приток на Камчия), Двойница (влива се в Черно море) и Хаджийска река (влива се в Черно море) с левия си приток Бяла река. Почвите са предимно излужени канелени горски. Билото на планината е заето от пасища и обработваеми земи.
Поради ниската си надморска височина в планината има доста населени места. На запад са селата Дъскотна, Снягово, Каменяк, Добра поляна, Средна махала, Топчийско, Преображенци, Разбойна, Рожден, Мрежичко, Припек, Подгорец, Рудина, Сини рид и Просеник. В средната част са селата Горица, Гюльовца, Козичино, Паницово, Козница и Раковсково, а в източната – селата Приселци, Кошарица, Баня и Емона и градовете Обзор и Свети Влас.
В най-западната част на планината е изградена хижа „Топчийско“, а централната ѝ част се намират скалните феномени „Добровански гъби“. В източната част са създадени защитените местности „Ортото“, „Смриките“, „Иракли“ и „Нос Емине“. Южно от град Обзор е местността „Иракли“, а източно от Свети Влас – ваканционното селище „Елените“. Най-северните части от курортния комплекс „Слънчев бряг“ попадат в южното подножие на планината.
Еминска планина се пресича от два пътя от Държавната пътна мрежа:
- В източната ѝ част, през Приморския проход (450 м), от Обзор до Слънчев бряг, на протежение от 31,8 км преминава участък от първокласен път № 9 ГКПП „Дуранкулак“ – Варна – Бургас – ГКПП „Малко Търново“;
- В средната ѝ част, през Дюлинския проход (440 м), между селата Дюлино и Гюльовца, на протежение от 22,3 км – участък от третокласен път № 906 Рудник – Каблешково – Бургас.[1]

## Топографска карта
- Лист от карта K-35-43. Мащаб: 1 : 100 000.
- Лист от карта K-35-44. Мащаб: 1 : 100 000.